# Eufemia Eriksdatter af Sverige
Eufemia Eriksdatter af Sverige (1317 – 16. juni 1370), datter af Erik Magnusson af Södermanland og Ingeborg af Norge, var hertuginde af Mecklenburg ved sit ægteskab med hertug Albrecht 2. af Mecklenburg. Hun var mor til bl.a. Albrecht af Mecklenburg, Magnus 1. af Mecklenburg og Ingeborg af Mecklenburg (omkring 1340-1395).